# Instituto Industrial e Comercial de Lisboa
O Instituto Industrial e Comercial de Lisboa (IICL) (1869 — 1911) foi uma instituição de ensino técnico criada em 1869 por fusão do Instituto Industrial de Lisboa com a Escola de Comércio, resultando no alargamento do ensino técnico à economia e administração (áreas ao tempo designadas por comércio). A instituição funcionou, com múltiplas alterações, até 1911, ano em que foi dividida no Instituto Superior Técnico e no Instituto Superior de Comércio (actual Instituto Superior de Economia e Gestão).

## História
O Instituto Industrial e Comercial de Lisboa (IICL) foi herdeiro do antigo Instituto Industrial de Lisboa, criado por Fontes Pereira de Melo em 1852.
Com a integração da Escola de Comércio no Instituto Industrial de Lisboa, este passou a denominar-se Instituto Industrial e Comercial de Lisboa.
O IICL tinha as suas instalações na Rua do Instituto Industrial, freguesia de São Paulo, concelho de Lisboa, coincidindo com a sede actual da Fundação Portuguesa das Comunicações e Museu das Comunicações e espaços adjacentes.
Tal como a Aula de Comércio e a Escola de Comércio, o Instituto Industrial e Comercial de Lisboa proporcionava um curso de nível secundário, que visava formar pessoal para tarefas de natureza técnica nas actividades comerciais. Entretanto, em 1884, a este curso foi acrescentado outro de nível superior e com a mesma natureza técnica, o Curso Superior de Comércio.
Em 1896 os cursos do Instituto Industrial e Comercial de Lisboa foram equiparados aos demais cursos superiores então existentes em Portugal.
Em 1911, o Instituto Industrial e Comercial de Lisboa deu origem a duas escolas superiores (por decreto do Ministério do Fomento ): o Instituto Superior Técnico (Instituto Superior Technico na grafia da época) e o Instituto Superior de Comércio (Instituto Superior de Commercio na grafia da época, actualmente com a designação Instituto Superior de Economia e Gestão). O decreto já estabelecia o regulamento do Instituto Superior Técnico, sendo o regulamento do Instituto Superior de Comércio publicado posteriormente.
Em 1912, em decreto do Ministério do Fomento , é publicado o regulamento do Instituto Superior de Comércio.
Em 1930, ambos foram integrados na Universidade Técnica de Lisboa, aquando da sua criação, juntamente com a Escola Superior de Medicina Veterinária (actual Faculdade de Medicina Veterinária) e o Instituto Superior de Agronomia. No momento da criação da UTL, o Instituto Superior de Comércio apresentava a designação de Instituto Superior de Ciências Económicas e Financeiras.
Em 2013, com a fusão da Universidade Técnica de Lisboa com a Universidade de Lisboa, ambos passaram a fazer parte da Universidade de Lisboa.

## OnovoInstituto Industrial de Lisboa
Em decreto de 16 de agosto de 1913, foi criada a Secção Secundária do Extinto Instituto Industrial e Comercial de Lisboa, em funcionamento na Escola Marquês de Pombal, ministrado os cursos secundários industrial e comercial do extinto IICL.
Em 08 de setembro de 1913, por decreto Ministério de Instrução Pública , foi aprovado o regulamento da Secção Secundária do Extinto Instituto Industrial e Comercial de Lisboa.
Em 1914, por decreto do Ministério de Instrução Pública, foi substituida pela Escola de Construções, Indústria e Comércio, direccionada para ministrar cursos de nível secundário semelhantes aos anteriormente existentes no extinto Instituto Industrial e Comercial de Lisboa.
Em 19 de novembro de 1914, por decreto do Ministério de Instrução Pública , foi aprovado o regulamento da ECIC.
Em 1918, com a reorganização do ensino industrial e comercial, aprovado por decreto da Secretaria de Estado do Comércio, segundo o artigo 282º, a ECIC mudaria de nome para o novo Instituto Industrial de Lisboa, a não confundir com o antigo IIL.
Em 1974, por decreto-lei do Ministério da Educação e Cultura
, foi convertido no actual Instituto Superior de Engenharia de Lisboa (ISEL).
Em 1988, por decreto-lei do Ministério da Educação, o ISEL é integrado no Instituto Politécnico de Lisboa .